# Дюбошаж, Франсуа Жозеф де Грате
Франсуа Жозеф де Грате, виконт дю Бошаж или Дюбошаж (фр. François Joseph de Gratet, vicomte Dubouchage; 1 апреля 1749, Гренобль — 12 апреля 1821) — французский государственный и политический деятель времён Французской Революции и Реставрации. Генерал артиллерии. Морской министр Франции с 21 июля по 10 августа 1792 года и с 26 сентября 1815 по 23 июня 1817 года, министр иностранных дел Франции с 23 июля по 1 августа 1792 года.

## Биография
Родился Франсуа Жозеф де Грате, виконт дю Бошаж в знатной семье из Бюгея, ведущей свой род в Дофине начиная с XVI века, он был четвертым ребёнком Клода-Франсуа де Грате, виконта дю Бошажа, адвоката и почётного рыцаря в Парламенте Дофине.
Подобно своему брату Мари-Жозефу, он избрал военную карьеру, поступив в 1763 году, в возрасте четырнадцати лет, в артиллерию Франции. Блестящий офицер, он был назначен бригадиром 1 ноября 1784 года в период создания корпуса колониальной королевской артиллерии. В результате, он провел всю службу на флоте, он никогда не уходил.
Двумя годами позднее, 1 мая 1786 года, он был заместителем директора военно-морской артиллерии, в Бресте. Стал директором в начале революции в 1791 году; он издал бумагу на организацию морских пехотинцев, которые вдохновили законодателей в их декрете от 14 июня 1792 года.
Фельдмаршал и генеральный инспектор артиллерии с 8 июля 1792 года, он принял портфель морского министра Франции после смещения Ролана, а затем стал министром иностранных дел Франции.
Уволен 10 августа как антиреволюционер. Виконт Дюбощаж советовал Людовику XVI в сопротивлении, король хотел удалиться из Собрания. Дюбошаж сопровождал короля туда на его руках была королева и он взял на свои руки Мадам. 13 августа он оставил Париж, но он не эмигрировал. Он был арестован на несколько дней в 1805 году, по подозрению в общении с Лондоном.
Назначенный командором ордена Святого Людовика в 1814 году, он остался бездействующим в период Ста Дней.
Морской министр Франции с 27 сентября 1815 года, он задумывал идею относительно учреждения военно-морской школы в Ангулеме; он восстановил Военно-морское учреждение инвалидов. Он выступал против ордера от 5 сентября, и сдал свой портфель, 22 июня 1817 года. Он был сделан пэром Франции.